# Alteromonas macleodii
Espèce
Alteromonas macleodii est l'espèce type du genre de bactéries marines Alteromonas. Ce sont des bacilles à Gram négatif de la famille Alteromonadaceae et de l'ordre Alteromonadales dans le phylum des Pseudomonadota.

## Taxonomie

### Étymologie
L'étymologie de cette espèce est la suivante : ma.cleod’i.i N.L. gen. masc. n. macleodii, de MacLeod, nommé d'après R. A. Macleod, un microbiologiste canadien, pionnier des études sur les bases biochimiques de la nécessité des ions sodium pour les bactéries marines,.

### Historique
L'espèce Alteromonas macleodii a été décrite en 1972 en même temps que le genre Alteromonas dont elle est devenue l'espèce type. Elle est intégrée dans la nouvelle famille Alteromonadaceae en 2001 créée pour regrouper dans une même famille les genres de Protéobactéries marines Alteromonas, Pseudoalteromonas, Idiomarina et Colwellia sur la base de leurs homologies de séquences ARNr 16S. Ces espèces y forment un clade monophylétique. En 2005, lors de la description de l'ordre Alteromonadales dans le Bergey's Manual, la famille Alteromonadaceae y est intégrée comme unique famille de cet ordre et la même année dans la liste des nouveaux noms no 106 séparée en plusieurs familles.

### Sous-espèces
En 1996, il a été décrit une sous-espèce dAlteromonas macleodii sur la base des hybridations ADN-ADN et de la séquence nucléotidique ARNr 16S de la souche ST716. Cette sous-espèce a été nommée Alteromonas macleodii subsp. fijiensis  mais ce nom n'a pas été publié de manière valide selon les critères du code international de nomenclature des Procaryotes. La souche qui a servi à la description de cette sous-espèce a été isolée à partir d'un liquide prélevé près d'un évent hydrothermal actif en eau de mer profonde proche des Fidji. C'est une souche bactérienne aérobie, mésophile et hétérotrophe qui se distingue des autres souches d'A. macleodii par la production d'un exopolysaccharide de haut-poids moléculaire contenant du glucose, du mannose, du mannose pyruvate, et du galactose ainsi que des acides galacturoniques et acides glucuroniques.

## Habitats
Les bactéries de l'espèce Alteromonas macleodii sont des bactéries marines.